# HIFI (7 bieg)
HIFI (7 bieg) – singel polskiego zespołu Modelki, który został wydany 9 maja 2024.
Nagranie otrzymało w Polsce status platynowej płyty 9 października 2024.
Singel zdobył prawie 3 miliony wyświetleń w serwisie YouTube (2024) oraz ponad 4 miliony odsłuchań w serwisie Spotify (2024).

## Nagrywanie
Utwór został wyprodukowany przez Vłodarskiego, skomponowany przez Wojciecha Trzcińskiego. Tekst do utworu został napisany przez Urszulę Kowalską, Agnieszkę Nowakowską, Zuzannę Fijak, Szymona Kwiecień, Andrzeja Sobczaka.

## Twórcy
Opracowane na podstawie Spotify oraz Genius.
- Vłodarski – kompozycja, produkcja, tekst
- Urszula Kowalska – tekst, wokal
- Agnieszka Nowakowska – tekst, wokal
- Zuzanna Fijak – tekst, wokal
- Szymon Kwiecień – tekst
- Andrzej Sobczak – tekst
- Wojciech Trzciński – kompozycja

## Lista utworów
- Digital download[3]

1. „HIFI (7 bieg)” – 2:30

## Certyfikaty i sprzedaż
| Kraj          | Certyfikat      | Sprzedaż | Data przyznania     |
| ------------- | --------------- | -------- | ------------------- |
| Polska (ZPAV) | platynowa płyta | 50 000+  | 9 października 2024 |
| Polska (ZPAV) | złota płyta     | 25 000+  | 3 lipca 2024        |

## Pozycje na listach
- OLiS: 36[7]